# Scherliau
Die Scherliau ist ein   Weiler südöstlich hinter Oberscherli, einer Ortschaft der Gemeinde Köniz im Schweizer Kanton Bern.
Die Scherliau wird vom Scherlibach durchflossen. Unmittelbar südöstlich des Weilers liegt der Burghügel Sternenberg. Quellen zu dem nach ihm benannten Grafenhaus oder zu dessen Schicksal sind keine überliefert. Dieses Adelshaus könnte vielleicht zeitweise im 12. und 13. Jahrhundert auf dem Burghügel gelebt haben. Das Bild des Weilers hat sich über die letzten Jahrhunderte verändert, da das Gewerbe stark abnahm. Aus diesem Wandel sind lediglich eine Zimmerei, eine Sägerei und ein Kundenmaurer übrig geblieben. Ansonsten besteht die Scherliau aus ein paar Wohnhäusern.
Koordinaten: 46° 52′ 42,3″ N, 7° 25′ 26,8″ O; CH1903: 598893 / 191923